# Lenoir City
Lenoir City è un comune degli Stati Uniti d'America, situato nello Stato del Tennessee, nella Contea di Loudon.